# エルドラド伝奇
『エルドラド伝奇』（エルドラドでんき）は、1985年にエニックス（後のスクウェア・エニックス）が発売した日本のコンピュータゲーム。

## 概要
本作はコマンド選択形式のアドベンチャーゲームであり、画面右側に表示された動詞一覧から1つを選択し、次いで画面内の対象物（およびエリア）を選択するという仕組みとなっている。
作者は漫画家の槙村ただしであり、「槙村アドベンチャー」という副題が付けられている。エニックスによる『第3回ゲーム・ホビープログラムコンテスト』優秀プログラム賞受賞作でもある本作は、第1章から第4章まで用意されたシナリオに沿ってゲームが進められる。独特な描画エンジンは、ランダムハウスが担当している。
物語中で登場して主人公と同行する猫耳少女「アマゾネコ」の姉妹を中心に、乳首描写も含めたお色気シーンが多数含まれている。また、FM-7版では場面に合わせて電話のベル音が鳴るなどの効果音が用いられている一方、それ以外の機種では効果音がビープ音で構成されている。
セーブ機能はないため、主人公が死んだら最初からやり直しとなる。
なお、工学社のマイコン専門雑誌『I/O』では本作の情報が発売月以外にも毎回掲載されていたが、1985年5月号ではエニックスが自社の特集コーナー「エニックス通信」で序盤の一番難しい場面の攻略方法を掲載していた。

## あらすじ
真夜中、主人公の「僕」のもとに親友のアキラから電話がかかってくるが、彼が「エルドラド」と口走った後に悲鳴が上がり、電話は切れてしまう。「僕」はアキラの自宅へ向かうが、彼はすでに殺されており、アキラの妹のホシコも連れ去られていた。「僕」は、アキラが南米のアマゾンに存在する黄金の都・エルドラドを調べていたことを、彼の遺品から突き止める。「僕」はホシコを救うべく、いまだに恐竜が棲み、ミケ族やシャム族という謎の種が住まう未開の地であるアマゾンを旅する。

## 評価
ライターの佐々木潤は、単純なコマンド選択形式のアドベンチャーゲームながらも、序盤の「アキラのプログラム」や、心理を突いた罠といった、歯ごたえのある謎解きだったと評価している。
佐々木はFM-7版における効果音が臨場感を増すと評価した一方、効果音がビープ音で構成されているそれ以外の機種についてはやや盛り上がりに欠けると指摘した。